# Église Saint-Césaire de Maurs
L'église Saint-Césaire, également nommée église Saint-Sulpice, est une église catholique française située à Maurs, dans le département du Cantal, en France. Partie ultime d'une abbatiale maintes fois détruite, cette église date du XVe et du XVIe siècle.

## Localisation
L'église est située dans la Châtaigneraie cantalienne, au cœur du bourg de Maurs.

## Historique
L'église Saint-Sulpice est appelée couramment église Saint-Césaire,,.
Un prieuré bénédictin existait à Maurs au Xe siècle dépendant de l'abbaye Saint-Géraud d'Aurillac. L'église est remplacée par une église romane construite entre 1065 et 1080 par les moines de l'abbaye Saint-Victor de Marseille.
L'église est détruite par des bandes de routiers anglo-gascons pendant la guerre de Cent Ans. Elle est totalement reconstruite à la fin du XIVe siècle. Le chœur date du début du XVe siècle (date de 1406 sur un vitrail disparu représentant saint Césaire). Il en est de même pour le portail. Un prix-fait daté du 30 janvier 1426 pour la réparation du clocher permet de préciser la datation de l'édifice qui correspond à l'abbé Pierre V. Le contrat a été passé à un maçon de Montsalvy, Pierre Costes.
Au XVIe siècle ont été ajoutées deux chapelles de part et d'autre du chœur. Au sud, l'oratoire de deux travées dédié à saint Césaire. Au nord se trouve la chapelle Saint-Georges. L'église est saccagée par les protestants vers 1586.
Il y a encore eu deux campagnes de restauration avant la Révolution : une dans les années 1670, l'autre sous le dernier abbé, Sénézergues. Les bâtiments du monastère sont progressivement abandonnés à partir de 1754. Le monastère est supprimé en 1768.
En 1785, il est prévu de transformer l'abbatiale en église paroissiale. Les bâtiments monastiques sont vendus en 1791 et le cloître est démoli. L'église paroissiale Saint-Sulpice est détruite pendant la Révolution et l'abbatiale Saint-Césaire la remplace.
La chapelle Saint-Georges est démolie en 1805.
L'édifice est classé au titre des monuments historiques par arrêté du 27 avril 1970.

## Description
Une nef à trois travées voûtées d'ogives et avec chœur pentagonal caractérise l'édifice.

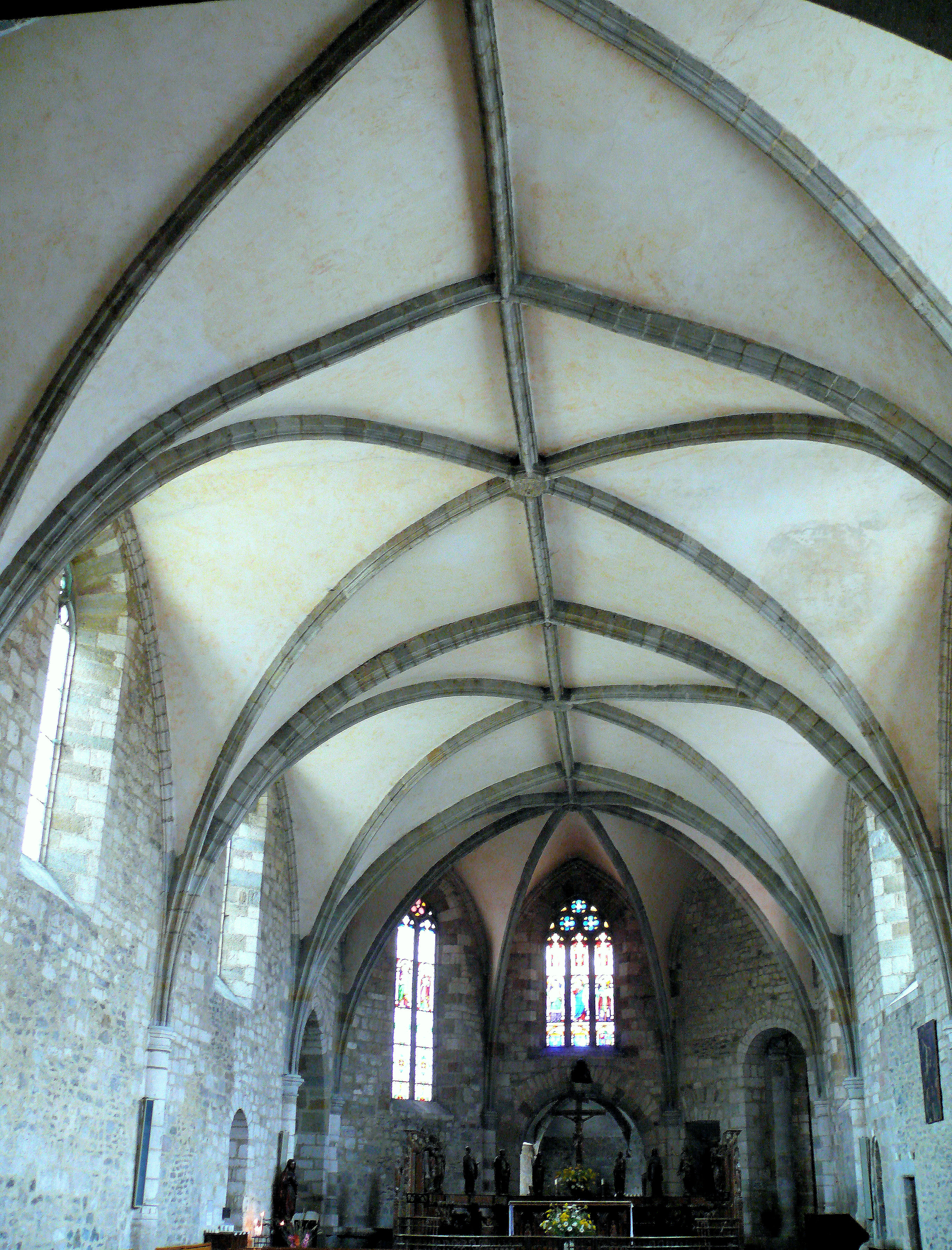
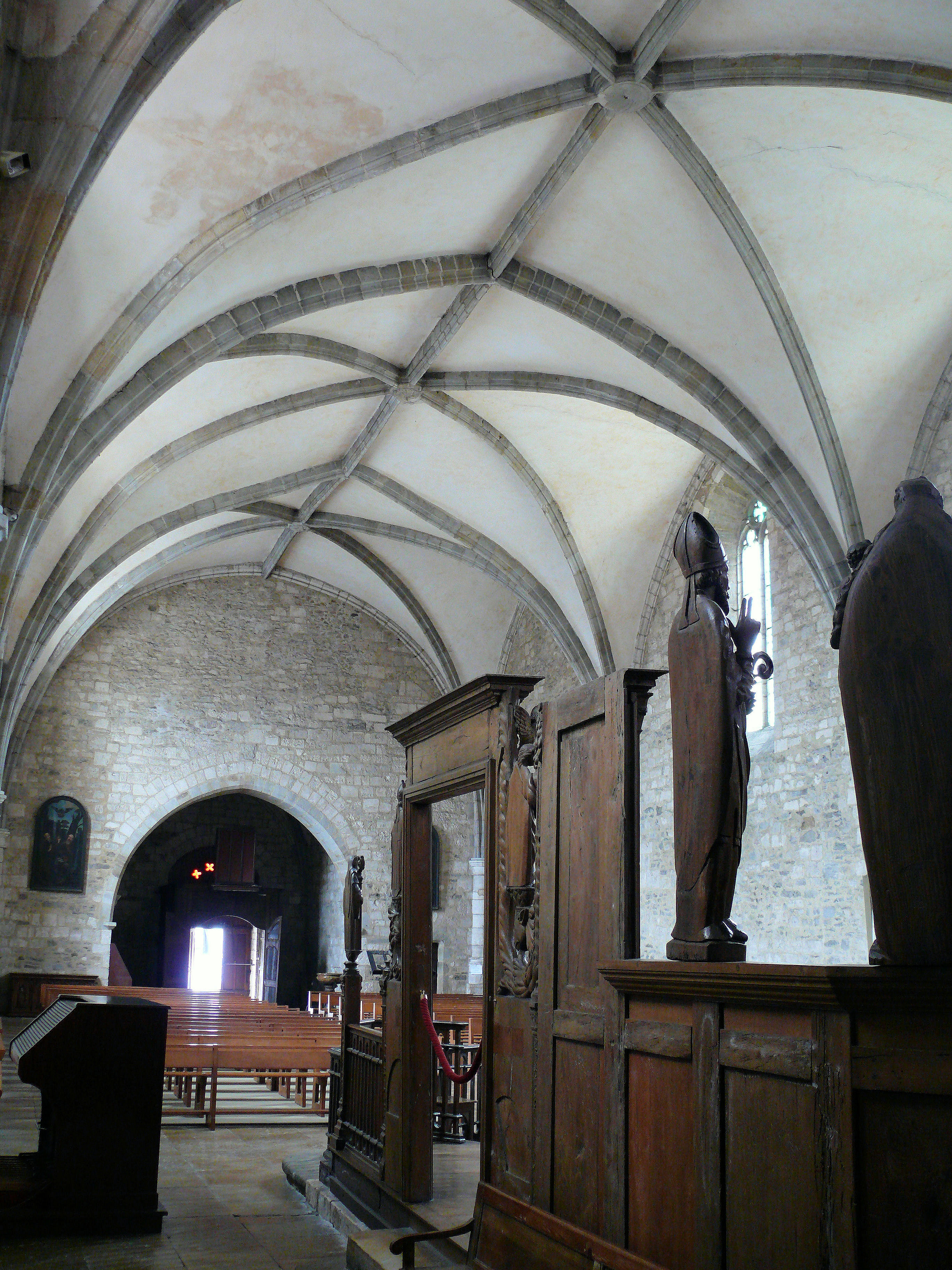
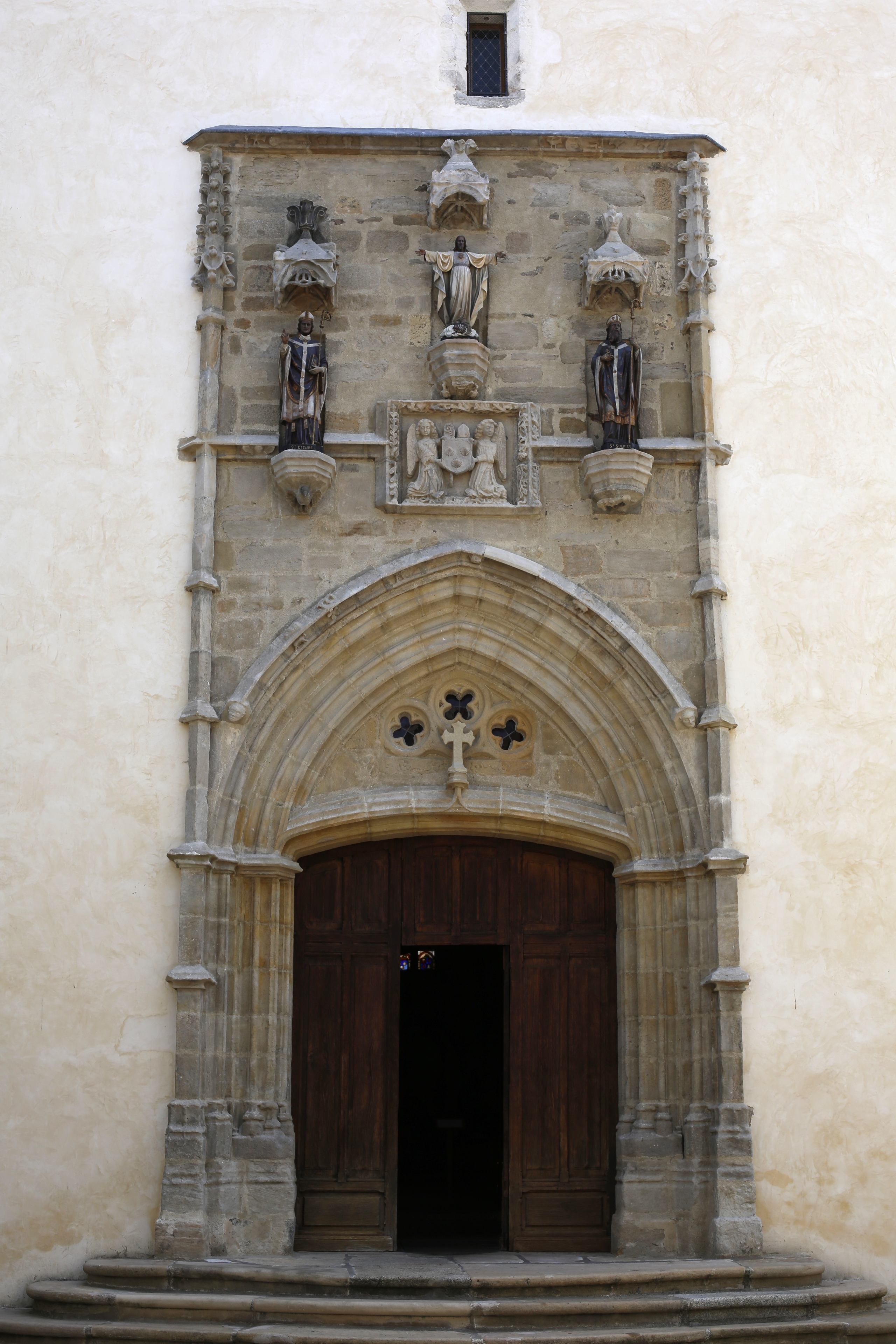
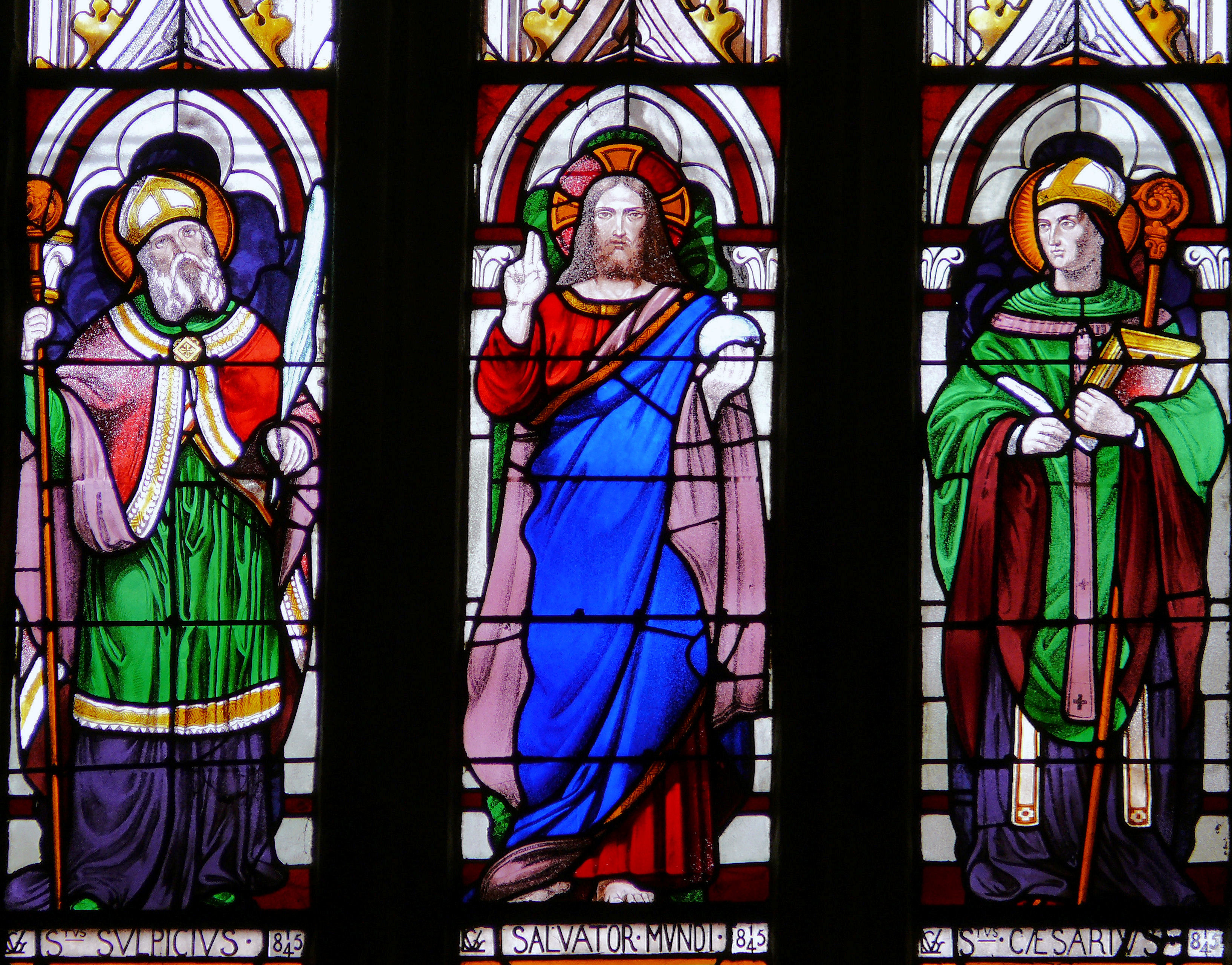
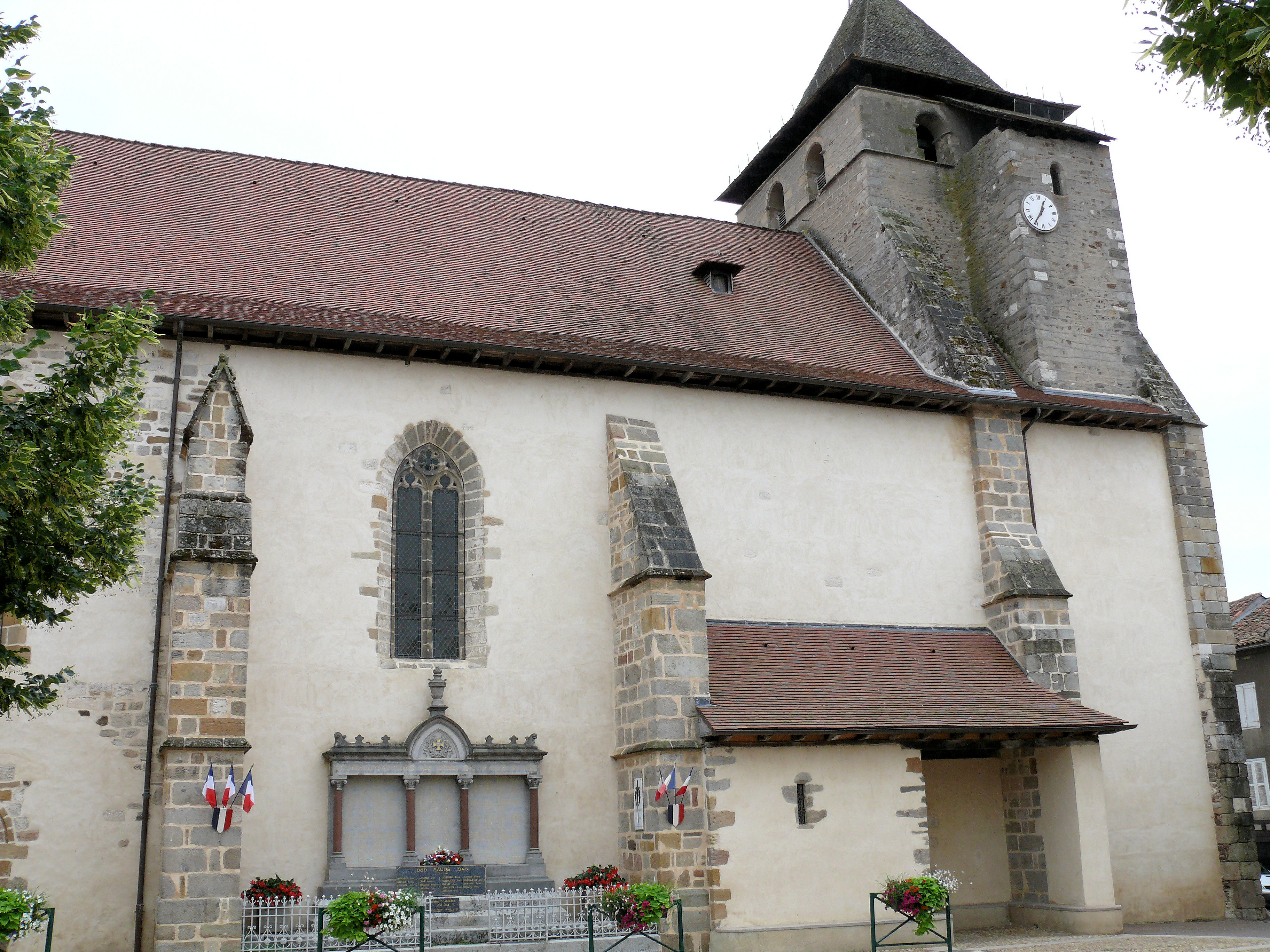

## Mobilier

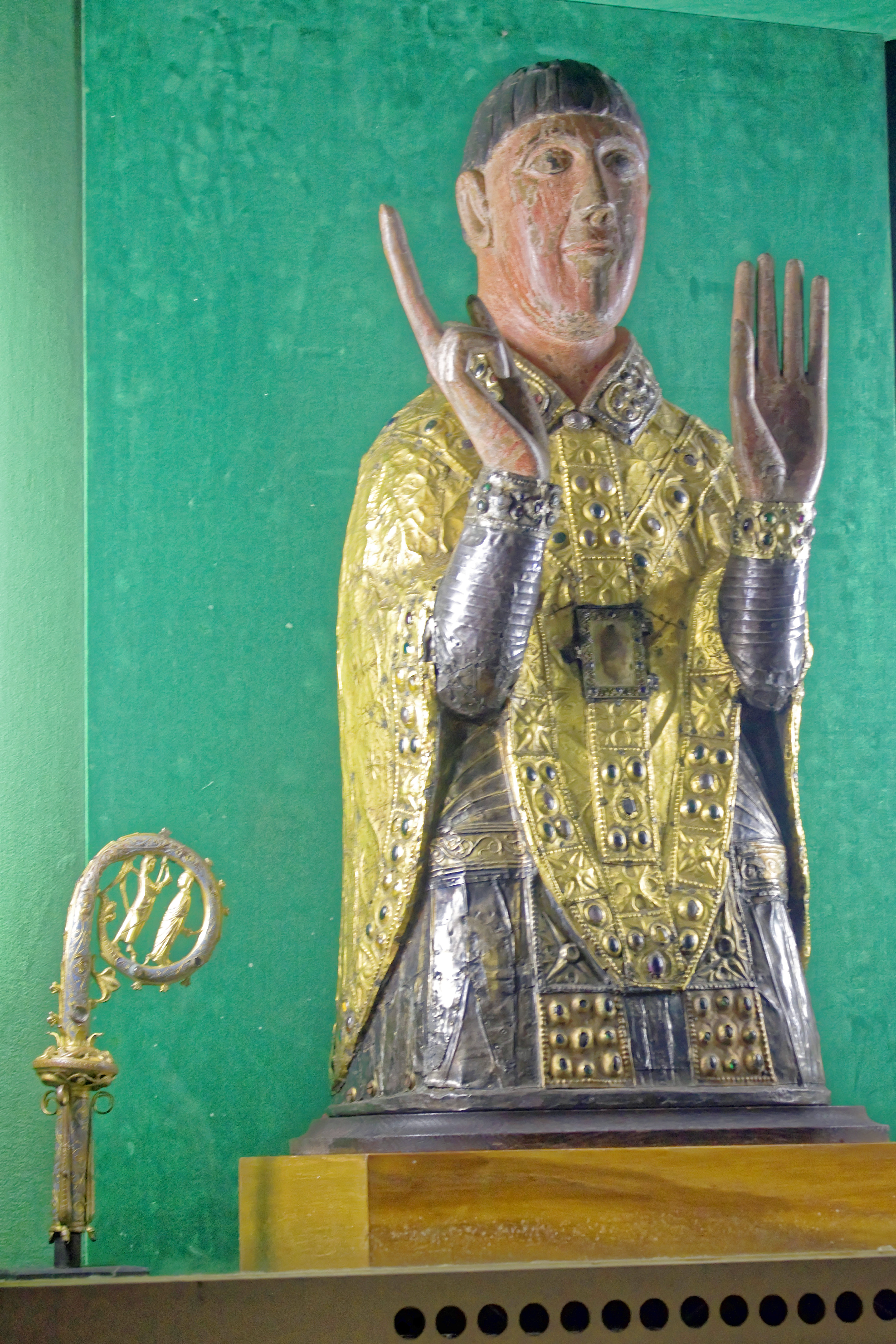
Reliquaire et crosse pastorale de saint Césaire.

La base Palissy inventorie et détaille neuf objets classés ou inscrits.